# Actinotus helianthi
Actinotus helianthi är en flockblommig växtart som beskrevs av Jacques-Julien Houtou de La Billardière. Actinotus helianthi ingår i släktet Actinotus och familjen flockblommiga växter. Inga underarter finns listade i Catalogue of Life.

## Bildgalleri

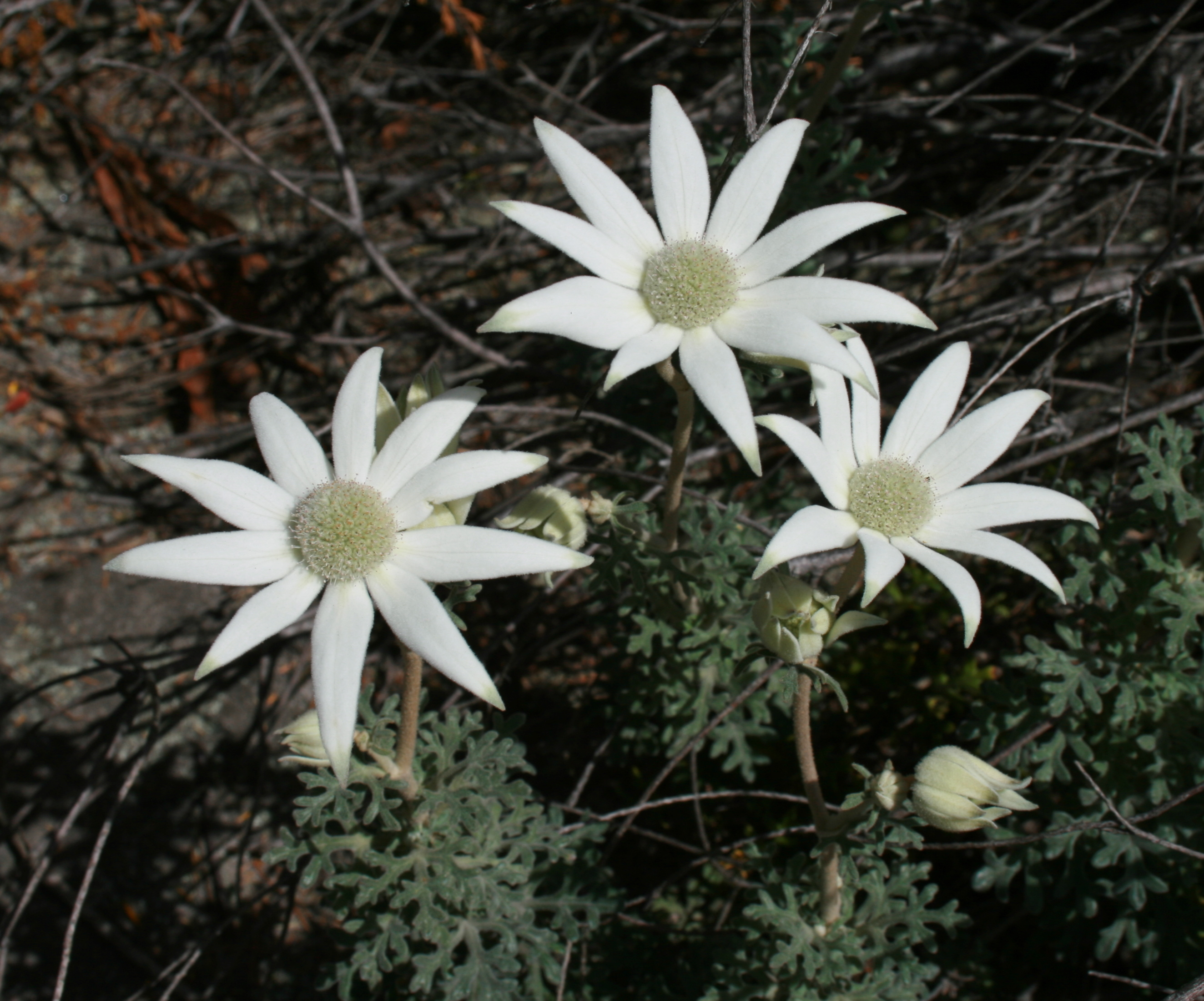
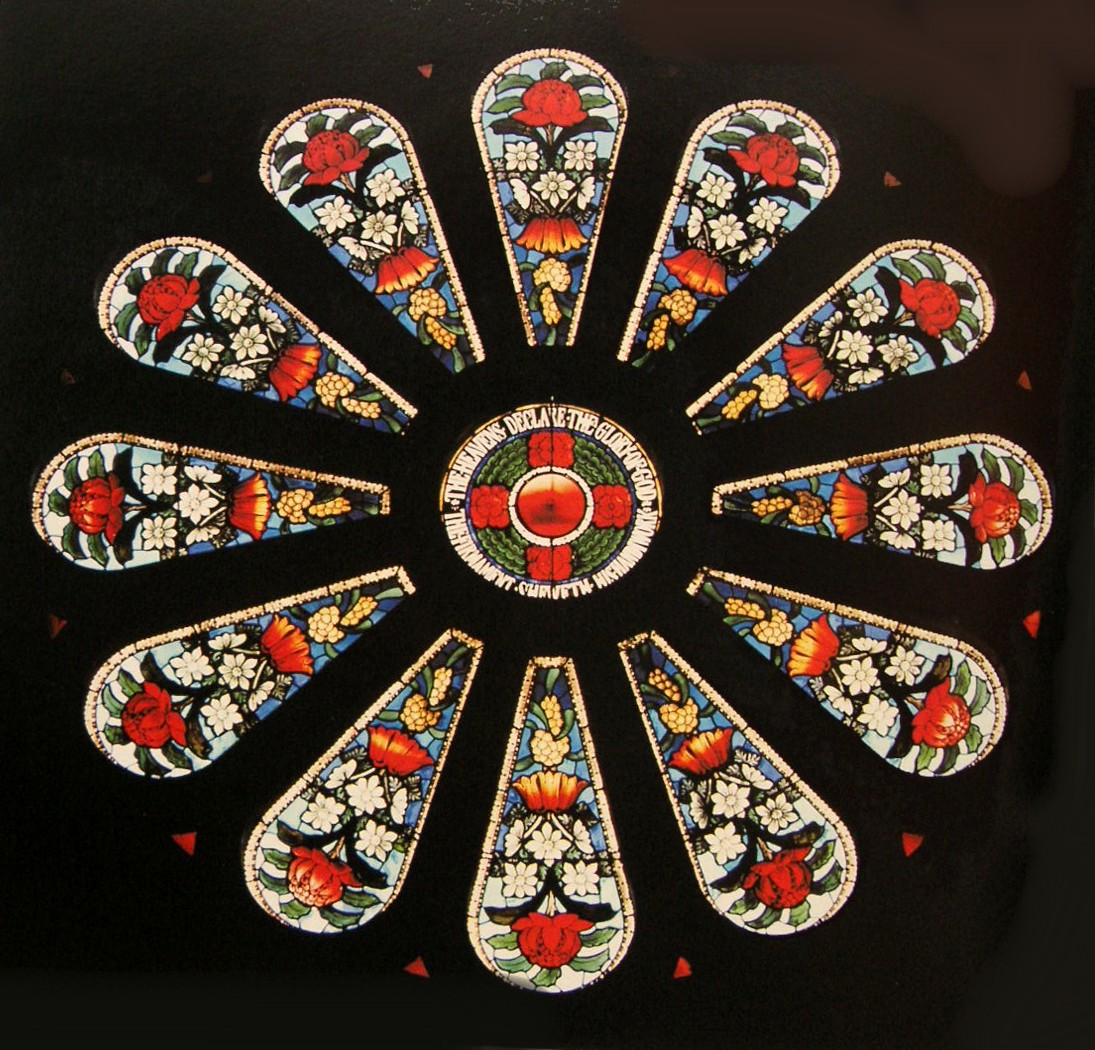
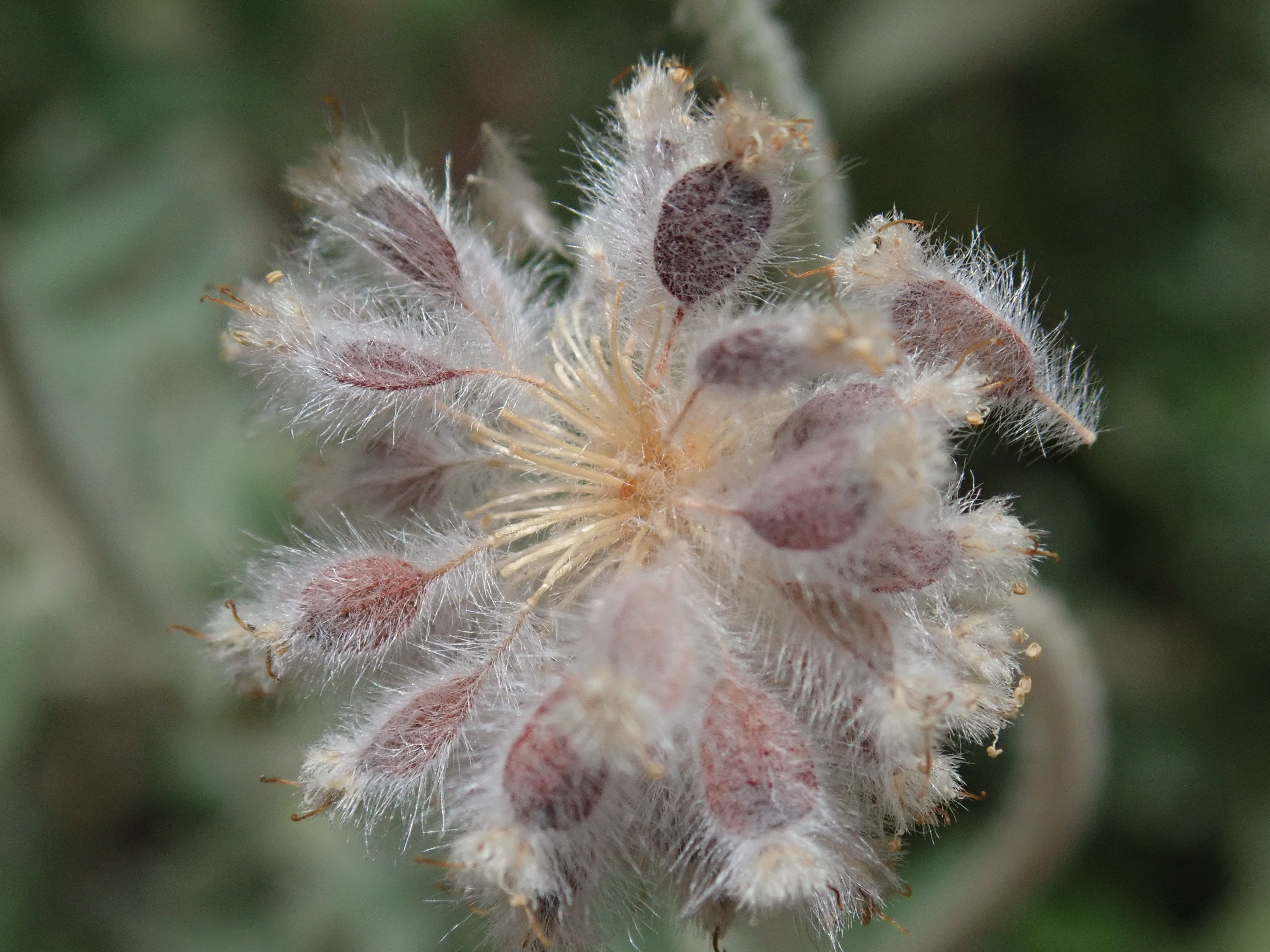